# مالکو گرادیشته
مالکو گرادیشته (به بلغاری: Malko Gradishte) یک منطقهٔ مسکونی در بلغارستان است که در لیوبیمتس واقع شده‌است.